# Nancy Marchand
Nancy Marchand (* 19. Juni 1928 in Buffalo, New York; † 18. Juni 2000 in Stratford, Connecticut) war eine US-amerikanische Schauspielerin.

## Leben
Als Tochter einer Pianistin entdeckte Marchand früh ihre Begeisterung für Kunst und Schauspiel. Um ihre Schüchternheit zu überwinden, wurde sie bereits im Alter von 10 Jahren auf eine Schauspielschule geschickt. Sie studierte die Werke von Shakespeare und anderen Dramatikern sowie Theaterwissenschaft an der Carnegie Mellon University. Nach ihrem Abschluss im Jahr 1949 erhielt sie ein Engagement am Brattle Theatre in Cambridge. Dort lernte sie auch den Schauspieler Paul Sparer (1923–1999) kennen. 1950 zog das Paar nach New York City, um dort am Broadway zu spielen. Ein Jahr später heirateten die beiden. Das Ehepaar, das bis Sparers Tod 48 Jahre verheiratet war, hatte drei gemeinsame Kinder.
Bekannt wurde Nancy Marchand vor allem durch ihre Fernsehrollen als Livia Soprano in der HBO-Serie Die Sopranos, als Zeitungsbesitzerin Margaret Pynchon in der Serie Lou Grant (1977–1982), als Dorothea Dix in Fackeln im Sturm (1986) und als Maude Larrabee in Sabrina (1995). Für ihre Nebenrolle als nervtötende Mutter des Mafia-Bosses Tony Soprano in Die Sopranos erhielt sie im Jahr 2000 einen Golden Globe, eine Nominierung für den Emmy als beste Nebendarstellerin in einer Dramaserie und zusammen mit dem Ensemble der Sopranos den Screen Actors Guild Award in der Kategorie Bestes Schauspielensemble in einer Dramaserie.
Marchand starb einen Tag vor ihrem 72. Geburtstag an Lungenkrebs.

## Filmografie (Auswahl)
- 1957: Die Junggesellenparty (The Bachelor Party)
- 1961, 1964: Preston & Preston (The Defenders, Fernsehserie, 2 Folgen)
- 1963: Ladybug Ladybug
- 1969: Ich, Natalie (Me, Natalie)
- 1970: Tell Me That You Love Me, Junie Moon
- 1971: Hospital
- 1977–1982: Lou Grant (Fernsehserie, 114 Folgen)
- 1984: Die Damen aus Boston (The Bostonians)
- 1986: Spenser (Fernsehserie, 1 Folge)
- 1986: Fackeln im Sturm (North and South; Fernsehserie, Staffel II.)
- 1987: Karriere mit links (From the Hip)
- 1988: Die nackte Kanone (The Naked Gun: From the Files of Police Squad!)
- 1991: In Sachen Henry (Regarding Henry)
- 1992: Law & Order (Fernsehserie, 1 Folge)
- 1992: Harrys wundersames Strafgericht (Night Court; Fernsehserie, 2 Folgen)
- 1992: Drei lahme Enten (Brain Donors)
- 1992: Kiss-Kiss, Dahlings! (Fernsehfilm)
- 1990/1992: Mit Herz und Scherz (Coach; Fernsehserie, 2 Folgen)
- 1993: Crossroads (Fernsehserie, 1 Folge)
- 1994: Homicide (Homicide – Life on the Street, Fernsehserie, 1 Folge)
- 1995: Jefferson in Paris
- 1995: Sabrina
- 1995: Wer hat Angst vorm Weihnachtsmann? (Reckless)
- 1996: Hilfe, ich komm’ in den Himmel (Dear God)
- 1999–2000: Die Sopranos (The Sopranos; Fernsehserie, 26 Folgen)

## Auszeichnungen
- 1978 Primetime Emmy Award beste Nebendarstellerin in einer Dramaserie – Lou Grant
- 1979 Nominierung: Primetime Emmy Award beste Nebendarstellerin in einer Dramaserie – Lou Grant
- 1980 Primetime Emmy Award beste Nebendarstellerin in einer Dramaserie – Lou Grant
- 1981 Primetime Emmy Award beste Nebendarstellerin in einer Dramaserie – Lou Grant
- 1982 Primetime Emmy Award beste Nebendarstellerin in einer Dramaserie – Lou Grant
- 1999  Nominierung: Online Film & Television Association beste Darstellerin in einer Dramaserie – The Sopranos
- 1999: Nominierung: Viewers for Quality Television Award beste Darstellerin in einer Qualitätsserie – The Sopranos
- 1999 Nominierung: Primetime Emmy Award beste Nebendarstellerin in einer Dramaserie – The Sopranos
- 2000 Golden Globe beste Nebendarstellerin in einer Dramaserie – The Sopranos
- 2000 Nominierung: Primetime Emmy Award beste Nebendarstellerin in einer Dramaserie – The Sopranos
- 2000  Nominierung: Online Film & Television Association beste Nebendarstellerin in einer Dramaserie – The Sopranos
- 2000: Screen Actors Guild Award  bestes Ensemble – The Sopranos
- 2001: Nominierung: Screen Actors Guild Award  bestes Ensemble – The Sopranos